# 미사카촌 (나가노현)
미사카촌(일본어: 神坂村)은 일본 나가노현 니시치쿠마군에 있던 촌이다. 현재의 기후현 나카쓰가와시에 해당한다.

## 역사
- 1889년 4월 1일 - 정촌제 시행에 의해 미사카촌이 단독으로 자치체를 형성하였다.
- 1957년 3월 18일 - 촌의회에서 기후현 나카쓰가와시의 월현 합병이 결정되었다.
- 1958년 10월 15일 - 기후현 나카쓰가와시에 편입해 동일 미사카촌은 폐지되었다.

47년후 2005년 2월 13일에 야마구치촌도 나카쓰가와시에 편입되었다, 구촌 지역은 이후 나카쓰가와시에 모두 속하게 되었다.